# CityPlex Towers
CityPlex Towers es un complejo de tres torres de oficinas ubicadas en 81st Street y Lewis Avenue en la ciudad de Tulsa, en el estado de Oklahoma (Estados Unidos). El complejo fue construido originalmente por la Universidad Oral Roberts como City of Faith Medical and Research Center y estaba destinado a ser un importante hospital cristiano carismático. El complejo ahora es principalmente espacio de oficinas.

## Historia
Oral Roberts viajó a California en 1977 después de la muerte de su hija y su yerno, quienes murieron junto con otros cinco pasajeros en un pequeño accidente de avión. Durante la peregrinación, Roberts tuvo una visión religiosa en la que Dios lo dirigió a construir el Centro Médico y de Investigación City of Faith. La instalación fue concebida para servir como una instalación de curación, investigación y enseñanza de renombre nacional para la facultad de medicina de la Universidad Oral Roberts adyacente. El hospital tenía la intención de combinar las disciplinas curativas de la ciencia médica moderna y los principios bíblicos sobre curación, donde los compañeros de oración voluntarios consolarían a los pacientes con oraciones por la curación. En la entrada del hospital se erigió una gigantesca escultura de bronce titulada "Manos en oración", que representa las manos de la ciencia y la fe unidas en oración.

### Problemas de financiación y visiones de Jesús
Roberts encontró muchos obstáculos durante la construcción del hospital City of Faith que se construyó entre 1979 y 1981, como la oposición de las autoridades de salud de Oklahoma que no estuvieron de acuerdo en que el proyecto fuera necesario. Dijeron que se desperdiciarían recursos a medida que aumentaran los gastos generales debido a la abundancia de camas vacías, y que el hospital desviaría al personal médico, lo que provocaría una escasez. El abogado de la ciudad de Oklahoma, Earl Sneed, se opuso al hospital ya que la instalación ofrecía un servicio redundante y escepticismo con la disciplina de la curación por fe.
Roberts luchó por encontrar apoyo financiero durante las primeras etapas de planificación. Roberts dijo que Dios le dio instrucciones detalladas para que se diera cuenta de la finalización de la Ciudad de la Fe y para tranquilizar a sus socios sobre la finalización del hospital.
Según una carta de recaudación de fondos, el 25 de mayo de 1980 Roberts oró pidiendo guía frente al hospital inacabado. Roberts afirmó que un Jesús de 300 metros (m) lo alentó a continuar con el proyecto. Jesús dijo según Roberts 'Te dije que hablaría con tus' socios ', y a través de ellos lo construiré'. Roberts describió la visión: "cuando abrí mis ojos, allí estaba Él ... unos 300 m de altura, mirándome; Sus ojos ... ¡Oh! ¡Sus ojos! Él estaba de pie a un total de 100 m más alto que la Ciudad de la Fe de 200 m de altura ". Sin embargo, sus oponentes se mostraron escépticos y sugirieron que Roberts imaginó la visión.
Recaudó los fondos apelando a sus socios, al revelar la inspiración de Dios instruyéndoles sobre cómo financiar el proyecto. En una carta de recaudación de fondos, Roberts instruyó que si prometían fondos en múltiplos de $ 7, $ 77, $ 777, entonces Dios los bendeciría abundantemente.

### Quiebra
El hospital aceptó a su primer paciente en noviembre de 1981. En 1986, City of Faith estaba perdiendo más de $ 10 millones por año. En 1987, con los costos disparados fuera de control, el centro médico quedó prácticamente vacío. Roberts le dijo a una audiencia de televisión que a menos que recaudara $ 8 millones para marzo, Dios lo "llamaría a casa" (un eufemismo para la muerte). Se alcanzó la meta de donaciones, pero Roberts pronto comenzó a buscar compradores o personas para administrar las instalaciones. En 1989, solo ocho años después de su apertura, la Ciudad de la Fe tenía una deuda de $ 25 millones y Roberts cerró el hospital. El último paciente salió el 16 de octubre. La mayor parte del complejo se convirtió en espacio de oficinas y se alquiló como CityPlex Towers.

## Estructura y uso
Hay tres torres triangulares con más de 200,000 m² de espacio para oficinas. La más alta es la CityPlex Tower de 60 pisos, que a 198 m es el tercer edificio más alto de Oklahoma (después de Devon Tower y BOK Tower). El piso 60 cuenta con un comedor con una vista panorámica del río Arkansas y Tulsa. La torre principal CityPlex está flanqueada por CityPlex West Tower de 30 pisos y CityPlex East Tower de 20 pisos, que tienen 106 m y 76 m de altura. Cityplex West está totalmente desocupado sobre el noveno piso, con muchos pisos aún sin terminar desde el momento de la construcción. Debajo del quinto piso, las tres torres están unidas dentro de una estructura llamada edificio base. El espacioso complejo incluye tres auditorios con asientos estilo teatro, un gimnasio, cafetería, patio de comidas, tienda de conveniencia y servicios de catering.
Dos torres no son médicas. Los Cancer Treatment Centers of America estuvieron en CityPlex West hasta abril de 2005, cuando construyeron sus propias instalaciones. Oklahoma Surgical Hospital, un hospital especializado en ortopedia, opera en los pisos inferiores de CityPlex West y el edificio base. El agente de arrendamiento afirma que el complejo es ahora un sitio importante para centros de llamadas. La instalación estaba ocupada en un 75% en noviembre de 2013.
Durante la década de 1990, CityPlex fue la sede de Commercial Financial Services, una gran agencia de cobro de deudas fundada por Bill Bartmann, que en un momento tenía casi cuatro mil empleados, pero luego se declaró en bancarrota de alto perfil en 1998. En noviembre de 2010, fue informó que Bartmann volvería a CityPlex con su nueva empresa de cobranza de deudas, CFS II, alquilando dos pisos en la torre de 20 pisos.
Una gran escultura de bronce llamada Praying Hands se sentó directamente frente al vestíbulo con una serie de fuentes y arroyos que se dirigían hacia la calle hasta el verano de 1991, cuando se trasladó a la entrada del campus cercano de la Universidad Oral Roberts.